# Уразовская мечеть
Уразовская мечеть (тат. Ураз мәчете́) — мечеть в селе Уразовка Ульяновской области.

## История
Впервые магометанская мечеть в Уразовке была построена в середине XIX века. 
В 1884 году в деревне построили новую мечеть, которая существует до сих пор.
Уразовская мечеть — единственная в Ульяновской области мечеть, которая не закрывалась в советский период времени, и была передана Исполнительным Комитетом Ульяновского областного Совета депутатов Трудящихся от 1 июля 1946 г. действующему религиозному обществу мусульманского вероисповедания, находящегося в с. Уразовка.
Здание мечети находится в пользовании местной религиозной организации «Мечеть Уразовская».
Распоряжением Главы администрации Ульяновской области от 29.07.1999 г. № 959-р «Мечеть с минаретом», конец XIX в. включён в список выявленных объектов культурного наследия.

## Имамы
- Первым имамом мечети стал Сабиржан-хазрат Абдульманов[4].
- имам-хатыб мечети Уразовская Закир-хазрат Халиков (на 2019)[5].